# Dolichogenidea villemantae
Dolichogenidea villemantae (лат.) — вид мелких паразитических наездников из подсемейства Microgastrinae (Braconidae). Эндемики острова Реюньон (Афротропика).

## Описание
Мелкие бракониды (тело самок 2,0 мм; усики 2,1 мм; передние крылья от 1,9 до 2,2 мм). Пронотум блестящий. Основная окраска чёрная, ноги — полностью жёлтые.
Мезоскутум пунктированный. Передние крылья с открытым ареолетом (r-m отсутствует). Эндопаразитоиды чешуекрылых. Вид был впервые описан в 2013 году южно-африканским гименоптерологом Паскалем Руссе (Pascal Rousse, Iziko South African Museum, Natural History Department, Кейптаун, ЮАР) по материалам из Реюньона. Видовое название дано в честь французского энтомолога Клэр Виллеман (Claire Villemant; Muséum National d’Histoire Naturelle, Париж), куратора коллекции перепончатокрылых в MNHN.